# بخش سن جرونیمو
بخش سن جرونیمو (به اسپانیایی: Departamento San Jerónimo) یک منطقهٔ مسکونی در آرژانتین است که در استان سانتافه واقع شده‌است. بخش سن جرونیمو ۴٬۲۸۲ کیلومتر مربع مساحت و ۷۷٬۲۵۳ نفر جمعیت دارد.